# Стерлинг МК VII
Пистолет создан на основе пистолета-пулемёта Стерлинг. Разница между ними — в укороченном стволе (102 мм вместо 198 мм) и отсутствии приклада. Мк VII стрелял патронами калибра 9 мм Парабеллум, имел коробчатый магазин на 10 патронов, иногда применялся и с магазинами на 20 или 34 патрона. Автоматика пистолета работала за счёт использования энергии отдачи ствола со сцепленным затвором. Прицелы — квадратная мушка и целик с диоптром.